# Římskokatolická farnost Pravčice
Římskokatolická farnost Pravčice je územní společenství římských katolíků s farním kostelem svatého Floriána v děkanátu Kroměříž.

## Historie farnosti
Obec je v písemných pramenech poprvé připomínán roku 1261. Pravčice v minulosti opakovaně vyhořely – v letech 1579, 1665 a 1721.
V letech 1790–1926 stála na západním konci návsi kaple sv. Anny a do roku 1912 uprostřed návsi stará zvonice se sochou sv. Floriána, kostel v obci nebyl žádný. A tak v roce 1899 bylo založeno kostelní družstvo pro stavbu kostela. 15. srpna 1924 byl položen základní kámen kostela a 30. srpna 1925 byl kostel vysvěcen.

## Duchovní správci
Konání bohoslužeb bylo povoleno roku 1926, prvním knězem byl Antonín Svatopluk Koutný, který sem z Hulína dojížděl až do roku 1937. V září 1935 bylo v kostele povoleno konání sňatků, křtů a vedení matriky. Vlastní fara ale začala být budována až na podzim 1938, dokončena byla 7. listopadu 1940 a tím se Pravčice odfařily od Hulína. Definitivní samostatná duchovní správa byla zřízena arcibiskupem Leopoldem Prečanem v lednu 1943, ovšem už od 1. listopadu 1942 zde byl prvním duchovním správcem P. Vincenc Vávra.
Vlastní duchovní správa byla obnovena k roku 1996 (od roku 1963 začala být farnost opět spravována hulínským knězem), kdy páteční bohoslužbu slova vede pravčický jáhen.
Současným administrátorem excurrendo je od července 2016 R. D. Mgr. Jiří Kopřiva.

## Bohoslužby
| Kostel           | Místo    | Bohoslužba (den) | Hodina                          | Poznámka     |
| ---------------- | -------- | ---------------- | ------------------------------- | ------------ |
| svatého Floriána | Pravčice | neděle čtvrtek   | 11.00 18.00 (zima)/19.00 (léto) | farní kostel |

## Aktivity ve farnosti
Ve farnosti se pravidelně koná tříkrálová sbírka.